# Archiearis cuprina
Archiearis cuprina là một loài bướm đêm trong họ Geometridae.